# Andrea Agnelli
Pour les articles homonymes, voir Famille Agnelli et Agnelli.
Andrea Agnelli, né le 6 décembre 1975 à Turin dans le Piémont, est un entrepreneur et un dirigeant sportif italien.
Il était depuis 2010 le président du club de football turinois de la Juventus, ainsi qu'administrateur des sociétés Exor et Stellantis. Le 28 novembre 2022, il démissionne de son poste de président de la Juventus.

## Biographie

### Formation et carrière
Fils d'Umberto Agnelli et d'Allegra Caracciolo, il fait ses études au St Clare's International College d'Oxford et à l'université Bocconi de Milan.
Après ses études, il tente diverses expériences à l'étranger ou en Italie, où il travaille dans le marketing de différentes entreprises comme Piaggio ou Auchan. De 2001 à 2004, il travaille pour Philip Morris International. En 2007, il crée un holding financier, Lamse S.p.A, dont il est l'administrateur délégué.
Il cultive également une passion pour le golf et devient en 2008 un membre du Royal Park Golf & Country Club I Roveri. Le 29 septembre 2008, il est nommé conseiller fédéral de la Fédération italienne de Golf.
Il garde également certains contacts avec le groupe Fiat, créé par son arrière-grand-père Giovanni Agnelli. De 2005 à 2006, il s'occupe du développement stratégique à l'IFIL. Depuis le 30 mai 2006, il est conseiller d'administration de Fiat. Il est également membre du comité exécutif de l'UEFA depuis septembre 2017.

### Président de la Juventus
Tout comme son père (qui fut également président du club entre 1955 et 1962), Andrea Agnelli a hérité d'une forte passion pour la Juventus, où il avait déjà travaillé comme assistant dans le secteur commercial.
Le 29 avril 2010, il devient le nouveau président de l'équipe piémontaise, en succédant au Français Jean-Claude Blanc, mais ne prend véritablement ses fonctions que le 1er juillet 2010.
Il fait du développement marketing une priorité, diversifie les activités, notamment dans le secteur hôtelier, créé le musée du club. Le changement le plus visible est probablement le changement de logo de la Juventus en 2017. La période 2011-2020 est également marquée par les succès sur la scène nationale, après cinq années mouvementées. Sa stratégie de recrutement mise sur le trading de jeunes joueurs (achat en vue de réaliser une plue-value à la revente) et cible des joueurs stars ayant un potentiel marketing important, comme Paul Pogba en 2012 et Cristiano Ronaldo en 2018. La capitalisation boursière de la Juventus illustre cette évolution ; de 162 millions d’euros en 2010, elle a atteint 1 milliard 250 millions d’euros en 2020.

#### Association européenne des clubs
De 2017 à 2021, il est président de l'Association européenne des clubs.
Il démissionne à la suite de l'annonce du projet de Super Ligue auquel l'association s'est opposée.

#### Superligue européenne de football
En avril 2021, il est parmi les initiateurs du projet de Super Ligue européenne de football, présidée par Florentino Pérez. Il est l'un des 4 vice-présidents de l'organisation.
Pour le quotidien L'Équipe, qui a contribué à la création de la Coupe des clubs champions européens, Agnelli est « l'un des hommes qui fait le plus de mal à l'universalité du football ».
Michel Platini, le décrit comme « la bonne personne si tu considères que le football est un business ».

### Vie privée
le 27 août 2005, il épouse Emma Winter avec qui il a deux enfants : Baya Agnelli (née le 24 mai 2005) et Giacomo Agnelli (né le 16 décembre 2011).
Il met en avant l'expérience de ses enfants pour justifier sa vision du football. Selon lui, « Ils n'ont pas la patience de rester 90 minutes à regarder un match, on doit s'adapter aux habitudes des futurs supporters. ». Cette analyse des aspirations des futurs clients potentiels le conforte dans l'idée d'une Superligue réunissant des équipes de stars.
Considéré comme un ami proche du président de l'UEFA, Aleksander Čeferin, qui est le parrain de l'une de ses filles, il lui aurait dissimulé jusqu'au bout ses intentions d'une compétition privée échappant à la fédération européenne.